# Yasmin Levy
Yasmin Levy (Jerusalén, 23 de diciembre de 1975) es una cantante israelí y española en lengua judeoespañola.
Su padre, Yitzhak Levy (1919–1977), fue un investigador pionero en la larga y rica historia sefardí, la música y cultura de la judería española y su diáspora. Con un inconfundible estilo emotivo, Yasmin ha dado una nueva interpretación a la música judeo-española medieval, incorporando sonidos más modernos, procedentes del flamenco andaluz, y con el uso de instrumentos tradicionales como el oud, el violín, el chelo y el piano. Debutó con el álbum Romance & Yasmin (2000), que le hizo merecedora de una nominación como mejor artista revelación por la BBC Radio 3 en la categoría de música del mundo. Con su segundo disco, La Judería (2005), ganó otra nominación, esta vez en la categoría culture crossing.
En octubre de 2007 lanzó su álbum Mano suave, en el que incluye un dueto con Natacha Atlas. En octubre de 2009 llega su nueva grabación, Sentir, producida por Javier Limón y que incluye una versión de La hija de Juan Simón, de Antonio Molina.

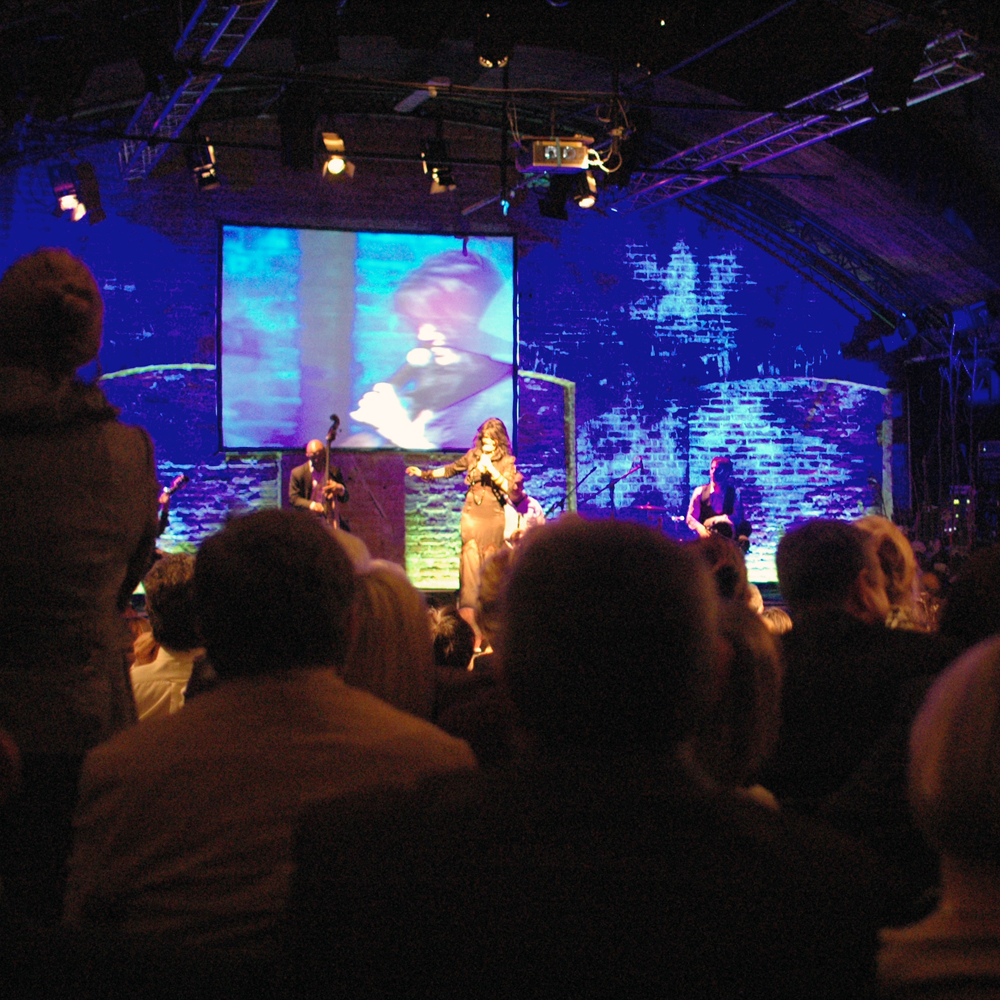
Un concierto en Varsovia, septiembre de 2008.

## Discografía
- 2000: Romance & Yasmin
- 2005: La Judería
- 2006: Live at the Tower of David, Jerusalem
- 2007: Mano Suave
- 2009: Sentir
- 2012: Libertad (fecha de lanzamiento: octubre de 2012)[3]
- 2014: Tango
- 2017: רק עוד לילה אחד (Solo una noche más)
- 2021: Voice & Piano

### Sencillos de bandas sonoras
- 2011: Jaco, para la película My Sweet Canary (con el intérprete de oud Tomer Katz)
- 2011: Una Pastora, para la película My Sweet Canary (con el intérprete de qanun Mumin Sesler)

### Colaboraciones
- 2008: Tanta Pena Gods & Monsters Con juno reactor
- 2008: Tzur Mishelo Achalnu, para Avoda Ivrit 2, junto a Shlomo Bar.
- 2010: Tzur Mishelo Achalnu, para Kol HaNeshama, junto a Shlomo Bar.
- 2010: Komo el Pasharo ke Bola, para Mujeres de Agua, junto a Javier Limón.
- 2012: Yigdal, para Yehuda Halevi Pinat Ibn Gabirol - The Collection.